# Symfonie č. 40 (Mozart)
Symfonie č. 40 g-moll, KV 550 Wolfganga Amadea Mozarta je předposlední ze skladatelových symfonií. Byla napsána v červenci 1788 ve Vídni.

## Obecné informace
Co se týče okolností vzniku a skladatelova podnětu, můžeme srovnat úvod v symfonii podle Köchelova seznamu (KV) 543. Mozart dokončil symfonii KV 550 pravděpodobně 25. července 1788, neboť téhož dne připsal její incipit na svůj pracovní seznam. Symfonie byla provedena ještě za Mozartova života: v dopise z 19. července 1802 referuje pražský hudebník Johann Wenzel lipskému vydavateli Ambrosiu Kühnelovi o uvedení symfonie v Mozartově přítomnosti u barona Gottfrieda van Swietena, které však dopadlo tak špatně, že skladatel raději opustil místnost. Dodatečné dopsání klarinetového partu (obvykle: „druhá verze“ po „první verzi“ bez klarinetů) chápali někteří autoři jako pokyny ke koncertu, který se konal 16. a 17. dubna 1791 ve Vídni v rámci spolku skladatelů pod vedením Antonia Salieriho, a kterého se účastnili také Mozartovi přátelé, klarinetisté Johann a Anton Stadlerovi; jako první se hrála „Eine große Sinfonie von der Erfindung des Hrn. Mozart“.
Někdy se opus KV 550 označuje jako „velká symfonie g-moll“, v protikladu k symfonii g-moll KV 183 jako „malé symfonie g-moll“. Jak poukazuje Georges Beck (1952) na množství podobností (viz KV 183), zatímco Ronald Woodham (1983) shrnuje: „Tyto paralely a také osobitý výraz obou symfonií jsou pozoruhodné, avšak rozdíly jsou daleko očividnější, než společné znaky…“